# Criza luxemburgheză

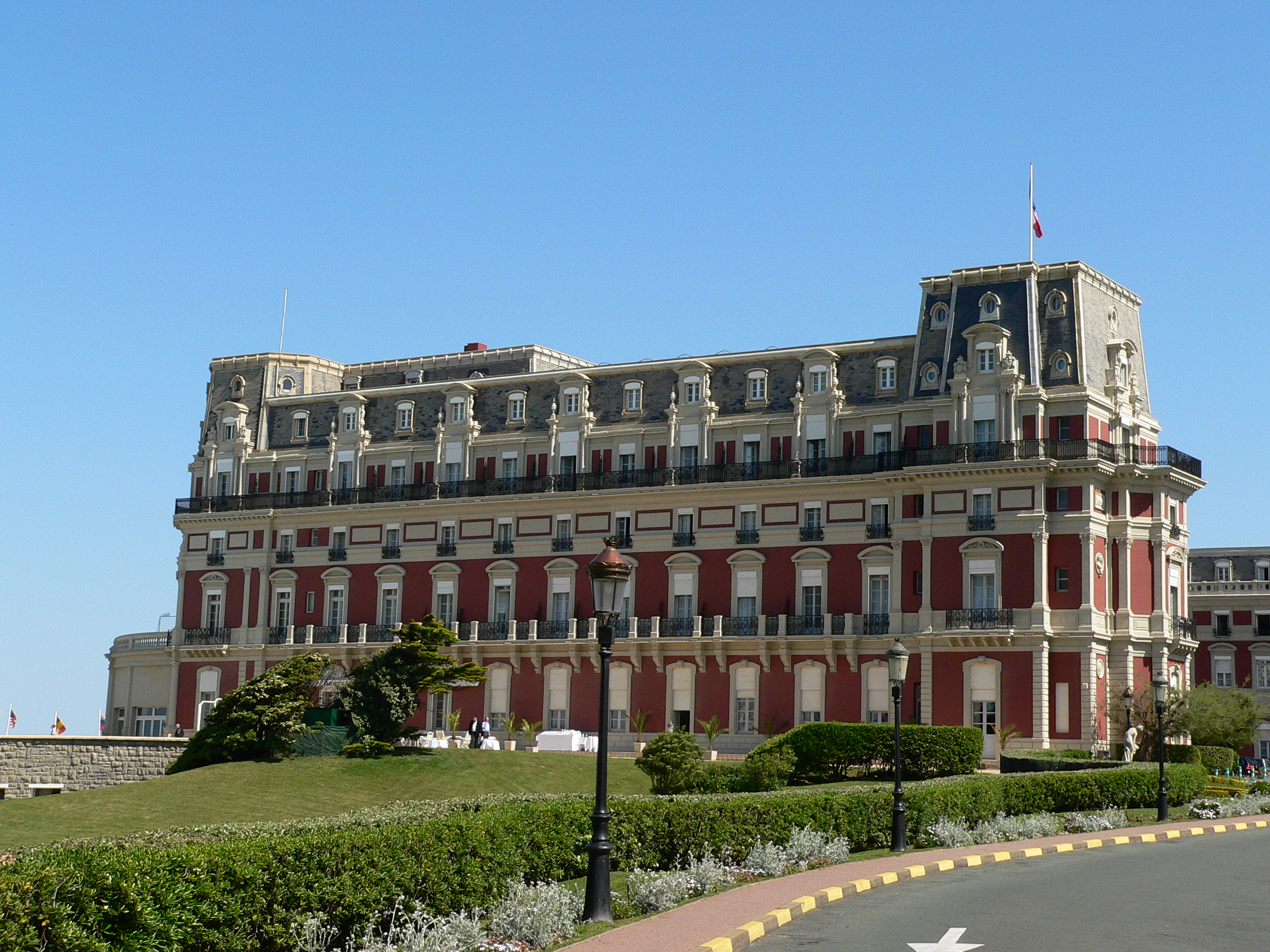
Palatul Eugenie din Biarritz unde au avut loc negocieri între Napoleon al III-lea și Bismarck.

Criza luxemburgheză (în germană Luxemburgkrise, franceză Crise luxembourgeoise,  neerlandeză Luxemburgse kwestie) a fost o dispută  diplomatică ce a avut loc în 1867 între Franța și Prusia privind statutul politic al Luxemburgului. Confruntarea a fost pe punctul de a degenera în război între cele două părți, dar a fost rezolvată pașnic prin tratatul de la Londra.

## Context
Orașul Luxemburg avea unele dintre cele mai impresionante fortificații din lume; proiectat de mareșalul Vauban, era poreclit Gibraltarul Nordului. De la Congresul de la Viena din 1815, Marele Ducat al Luxemburgului fusese în uniune personală cu Regatul Țărilor de Jos. Într-o concesie făcută Prusiei, Luxemburgul urma să fie membru al Confederației Germane, și câteva mii de soldați prusaci aveau să fie staționați acolo. Revoluția Belgiană dusese la împărțirea Luxemburgului în două, și a amenințat controlul olandez asupra restului teritoriului. Ca urmare, regele Willem I a înglobat Luxemburgul în uniunea vamală germană, Zollverein, pentru a dilua influența economică și culturală franceză și belgiană în Luxemburg.

## Războiul de Șapte Săptămâni

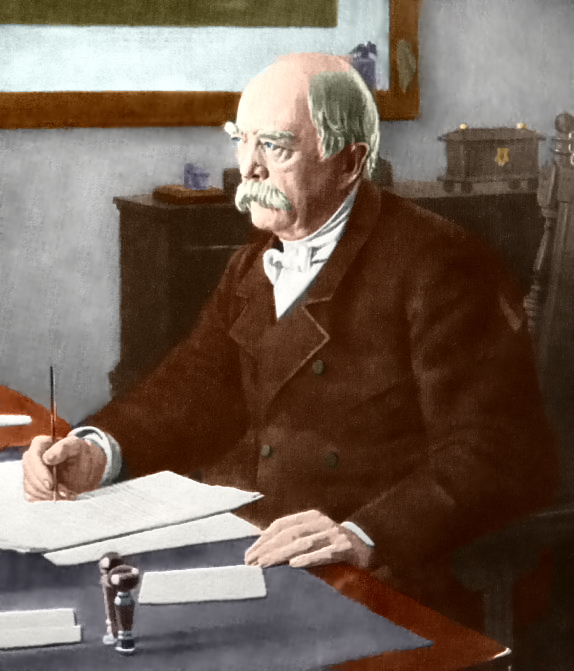
Răspunsurile lipsite de angajamente concrete ale lui Otto von Bismarck l-au încurajat pe Napoleon al III-lea.

Al Doilea Război al Schleswigului exacerbase tensiunile naționaliste în Germania și, în decursul lui 1865, era clar că Prusia dorește să conteste poziția Austriei în cadrul Confederației Germane. Deși putea controla echilibrul puterii între cele două, Napoleon al III-lea a păstrat neutralitatea Franței; împăratul francez (ca și majoritatea Europei) se aștepta la o victorie austriacă, dar nu putea interveni de partea Austriei, nedorind să pună în pericol relațiile Franței cu Italia post-Risorgimento.
Ca urmare, la Biarritz la 4 octombrie 1865, Napoleon al III-lea i-a promis lui Bismarck neutralitatea Franței, în speranța că o asemenea declarație deschisă de intenție va întări poziția de negociere a Franței pe malul vestic al Rinului. Premierul prusac a refuzat să ofere teritorii din Renania, regiune preferată de Napoleon. El a făcut totuși unele oferte privind hegemonia franceză în Belgia și Luxemburg, dar niciuna dintre acestea în scris.
Când Austria și Prusia au ajuns la război în 1866, rezultatul a fost o surpriză pentru întreaga Europă. Prusia i-a învins pe aliații Austriei din Bavaria și a zdrobit armata austriacă a lui Benedek la Königgrätz, obligând Austria să vină la masa negocierilor. Napoleon al III-lea s-a oferit să medieze și rezultatul a fost tratatul de la Praga, prin care s-a dizolvat Confederația Germană și s-a înființat în locul ei o organizație dominată de Prusia, Confederația Germană de Nord.

## Oferta Franței

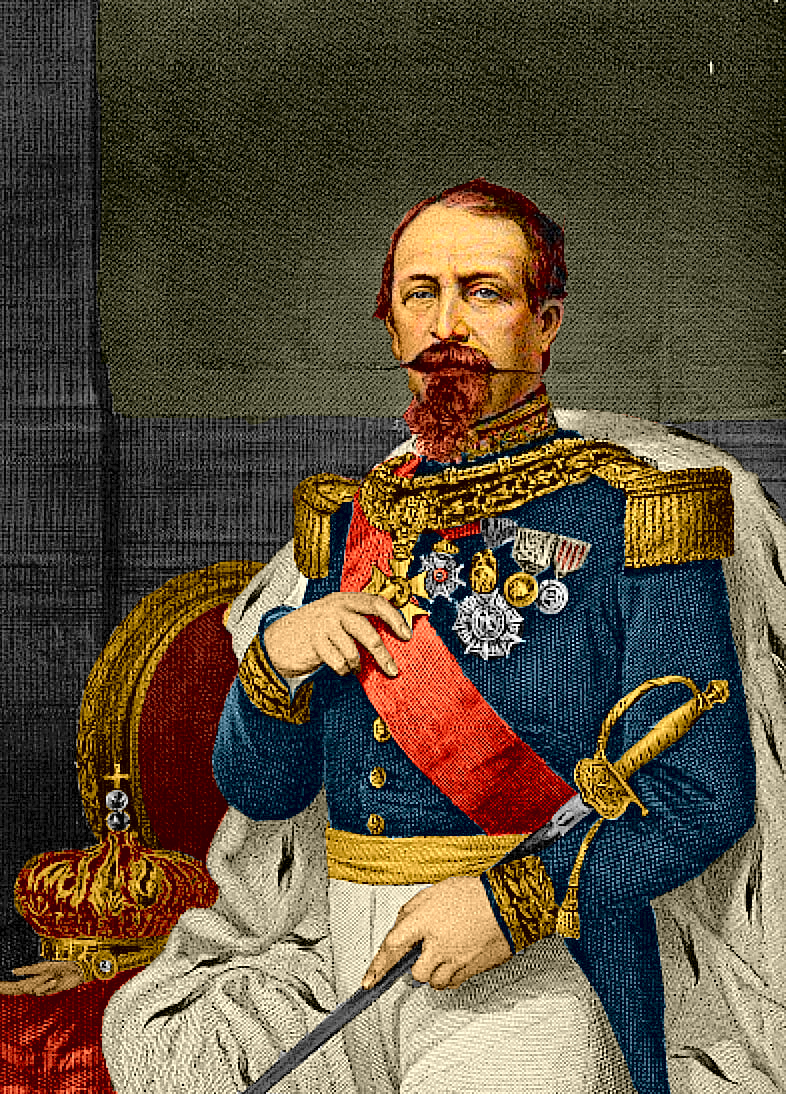
Evaluarea greşită a situaţiei prusace de către împăratul Napoleon al III-lea a dus la escaladarea crizei.

Presupunând că Bismarck își va onora partea sa din înțelegere, guvernul francez i-a oferit lui Willem al III-lea al Țărilor de Jos 5.000.000 de guldeni pentru posesiunea sa personală asupra Luxemburgului. Din cauza problemelor financiare serioase, Willem a acceptat oferta la 23 martie 1867, dar francezii au avut surpriza să constate că Bismarck se opune. Bismarck nu doar că reușise unificarea a mare parte din nordul Germaniei sub coroana prusacă, dar stabilise înțelegeri și cu statele sudice până la 10 octombrie. Cu mâna forțată de publicațiile naționaliste din Germania de Nord, Bismarck a încercat să renege angajamentul verbal făcut cu Napoleon la Biarritz, și a amenințat cu războiul.
Pentru a evita un război care ar fi putut angrena și țările lor, miniștrii altor țări s-au grăbit să ofere propuneri de compromis. Ministrul de externe al Austriei, contele Beust, a propus anexarea Luxemburgului la  Belgia neutră, Franța urmând să fie compensată cu alte teritorii belgiene. Regele belgian Leopold al II-lea a refuzat însă să se despartă de orice teritoriu al său.
Cum publicul german era indignat și se părea că se ajunge la impas, Napoleon al III-lea a căutat alte soluții; nu dorea să pară în fața celorlalte Mari Puteri excesiv de expansionist. El a cerut atunci doar ca Prusia să-și retragă soldații din cetatea Luxemburg, amenințând cu războiul în caz că Prusia nu se conformează. Pentru a evita aceasta, țarul Rusiei Alexandru al II-lea a cerut o conferință internațională la Londra. Regatul Unit era mai mult decât fericit să găzduiască convorbirile, întrucât guvernul britanic se temea ca Luxemburgul să nu fie absorbit de vreuna dintre cele două puteri, ceea ce ar fi slăbit Belgia, aliatul său strategic de pe continent.

## Conferința de la Londra
Toate Marile Puteri au fost invitate la Londra pentru a ajunge la un acord ce ar fi evitat războiul. Cum era clar că nicio putere nu va accepta anexarea Luxemburgului de către Franța sau Confederația Germană de Nord, negocierile s-au concentrat pe termenii neutralității Luxemburgului. Rezultatul a fost o victorie strategică a lui Bismarck: deși Prusia urma să-și retragă armata din orașul Luxemburg, ducatul Luxemburgului urma să rămână în Zollverein.